# Kopalnia Węgla Kamiennego Ziemowit
Kopalnia Węgla Kamiennego Ziemowit – polska kopalnia węgla kamiennego znajdująca się w Lędzinach, działająca samodzielnie od 3 grudnia 1952 r. do 1 lipca 2016 r., obecnie ruch Kopalni Węgla Kamiennego Piast-Ziemowit. Obszar górniczy, na którym prowadzona jest eksploatacja, położony jest na terenie miast i gmin: Lędziny, Katowice, Mysłowice, Tychy, Imielin, Chełm Śląski i Bieruń.
Od 1 lutego 2003 r. do 30 kwietnia 2016 r. wchodziła w skład Kompanii Węglowej S.A. Od 1 maja do 1 lipca 2016 r. jako samodzielna kopalnia wchodziła w skład Polskiej Grupy Górniczej sp. z o.o. 1 lipca 2016 r. KWK Ziemowit została połączona z KWK Piast, tworząc jedną kopalnię – KWK Piast Ziemowit.
Kopalnia w I półroczu 2014 r. zatrudniała 4228 pracowników, a wypracowany zysk wynosił 9,62 zł na tonie wydobytego węgla.
Długoletnim pracownikiem kopalni był Józef Krupiński, a tytuł Honorowego Górnika kopalni otrzymał biskup katowicki Herbert Bednorz. Imię kopalni nosi z kolei uniwersalny masowiec zbudowany w Stoczni Szczecińskiej dla Polskiej Żeglugi Morskiej – MS Kopalnia Ziemowit.